# (8411) Celso
Pour les articles homonymes, voir Celso.
(8411) Celso est un astéroïde de la ceinture principale.

## Description
(8411) Celso est un astéroïde de la ceinture principale. Il fut découvert le 3 octobre 1996 à Farra d'Isonzo par l'observatoire astronomique de Farra d'Isonzo. Il présente une orbite caractérisée par un demi-grand axe de 2,33 UA, une excentricité de 0,15 et une inclinaison de 3,5° par rapport à l'écliptique.

## Compléments